# Scheerkwast

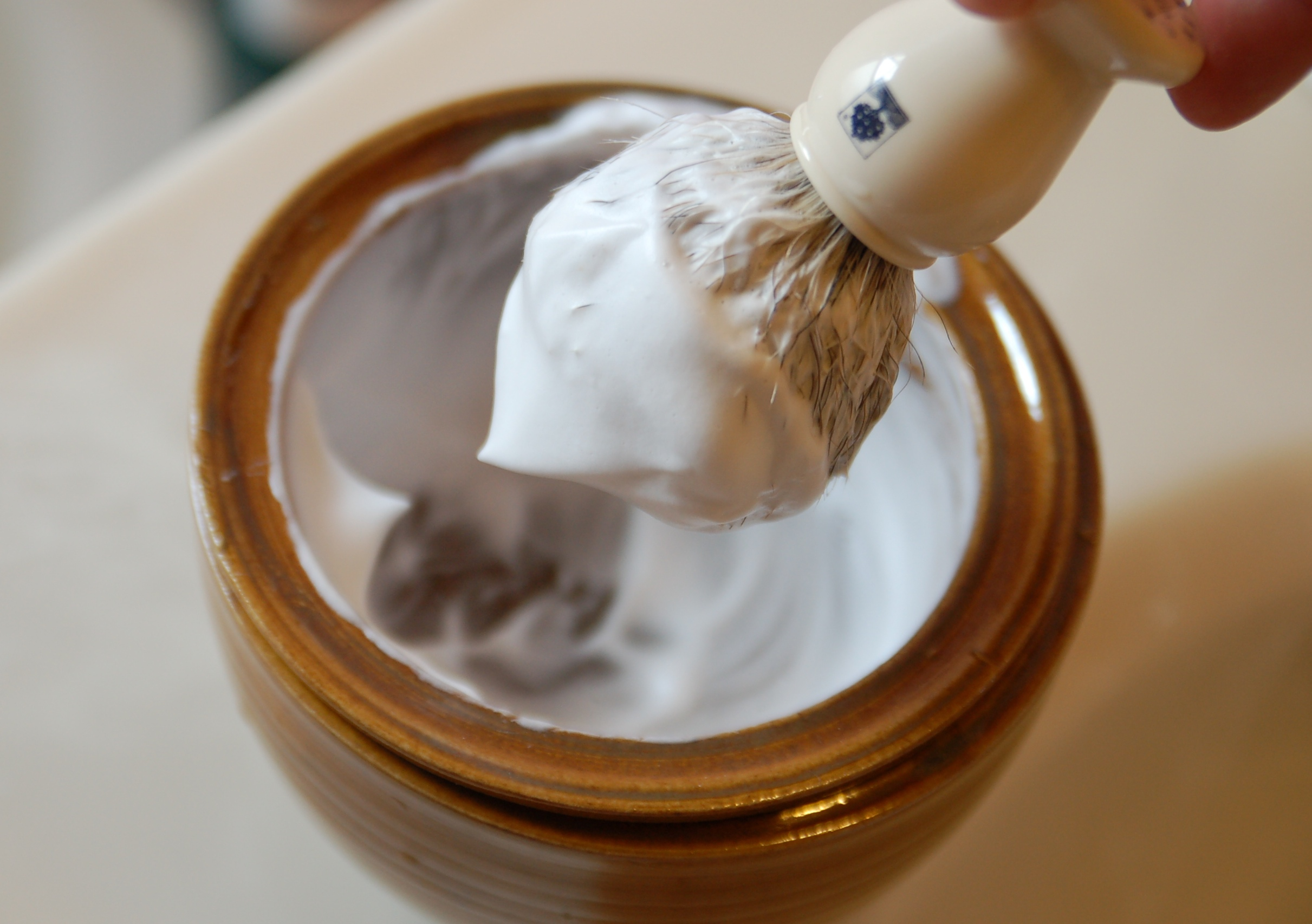
Scheerkwast

Een scheerkwast wordt gebruikt bij het nat scheren. Een scheerkwast bestaat uit een kort handvat en haren. Materiaal dat veel gebruikt wordt voor de haren van de kwast: kunststof, varkenshaar of dassenhaar.
De scheerkwast wordt gebruikt om de huid nat te maken en daarna in te zepen met scheerzeep.